# Trapezius
Trapezmusklen (latin: Musculus trapezius) er en muskel, der udspringer fra bagkanten af kraniet og lodret ned på hver side af rygsøjlen til en af de sidste brysthvirvler. Musklen hæfter på skulderbladet, overarmsknoglen og på nøglebenet.

## Funktion
Foruden at løfte skulderen kan trapezmusklen dreje skulderbladet, så dets laterale (væk fra midten) hjørne med ledfladen svinger opad og fremad. Indirekte er musklen med til at bevæge og styre halshvirvelsøjlen og hovedet. Ved lammelse af musklen synker skulderbladet nedad og fremad, og udadrotationen svækkes. 
Spændinger i trapezius musklen kan give spændingshovedpine på siden af hovedet/bag ørerne.

## Træning
Som alle andre muskler, kan denne også trænes. Her er en øvelse som nakkestem fordelagtig. En mere kompliceret øvelse, der har stor effekt på især den øverste del, er stødvend.

## Yderligere billeder
- Muskler der forbinder den øvre ekstremitet til den rygsøljen; trapezius er øverst til venstre.
- Trapezius muskel.
- Trapezius muskel.
- Occipitalknoglen.
- Venstre clavicle. Superiore overflade.
- Venstre scapula. Posteriore overflade.